# Elysium (album des Pet Shop Boys)
Pour les articles homonymes, voir Elysium.
 (juillet 2013).
Si vous disposez d'ouvrages ou d'articles de référence ou si vous connaissez des sites web de qualité traitant du thème abordé ici, merci de compléter l'article en donnant les références utiles à sa vérifiabilité et en les liant à la section « Notes et références ».
Albums de Pet Shop Boys
Format
(2012) Electric
(15 juillet 2013)
Singles
1. Winner
Sortie : 3 juillet 2012
2. Leaving
Sortie : 12 octobre 2012
3. Memory of the Future
Sortie : 31 décembre 2012

Elysium est le onzième album des Pet Shop Boys sorti au Royaume-Uni le 10 septembre 2012. Il s'agit du dernier publié par le groupe sur le label Parlophone. Il a été conçu et enregistré entre Berlin et Los Angeles. Il comprend les singles, Winner, Leaving et Memory of the Future.

## Formats et éditions
L'édition originale est un CD contenant 12 titres (13 pour le Japon). Le double vinyle est également une édition limitée de 12 titres. L'édition limitée 2CD est un coffret cartonné comprenant 12 titres (13 pour le Japon) ainsi que les 12 versions instrumentales (13 pour le Japon). Il existe également un mastering spécial de l'album pour une plate-forme de téléchargement légal.

### Liste des pistes
Édition originale
| No  | Titre                            | Auteur                                         | Durée |
| --- | -------------------------------- | ---------------------------------------------- | ----- |
| 1.  | Leaving                          | Neil Tennant/Chris Lowe                        | 03:50 |
| 2.  | Invisible                        | Neil Tennant/Chris Lowe                        | 05:05 |
| 3.  | Winner                           | Neil Tennant/Chris Lowe                        | 03:50 |
| 4.  | Your Early Stuff                 | Neil Tennant/Chris Lowe                        | 02:33 |
| 5.  | A Face Like That                 | Neil Tennant/Chris Lowe                        | 05:07 |
| 6.  | Breathing Space                  | Neil Tennant/Chris Lowe                        | 05:10 |
| 7.  | Ego Music                        | Neil Tennant/Chris Lowe                        | 03:06 |
| 8.  | Hold On                          | George Frideric Handel/Neil Tennant/Chris Lowe | 03:20 |
| 9.  | Give It a Go                     | Neil Tennant/Chris Lowe                        | 03:53 |
| 10. | Memory of the Future             | Neil Tennant/Chris Lowe                        | 04:32 |
| 11. | Everything Means Something       | Neil Tennant/Chris Lowe                        | 04:50 |
| 12. | Requiem In Denim And Leopardskin | Neil Tennant/Chris Lowe                        | 05:49 |

Titre bonus de l'édition japonaise
| No  | Titre                     | Auteur                                  | Durée |
| --- | ------------------------- | --------------------------------------- | ----- |
| 13. | The Way Through the Woods | Rudyard Kipling/Neil Tennant/Chris Lowe | 02:16 |

Titres bonus des plate-forme de téléchargement légal
| No  | Titre                            | Auteur                  | Durée |
| --- | -------------------------------- | ----------------------- | ----- |
| 13. | Elysium commenté titre par titre | Neil Tennant/Chris Lowe | 52:03 |
| 14. | Winner (vidéoclip)               | Neil Tennant/Chris Lowe | 04:14 |
| 15. | Invisible (vidéoclip)            | Neil Tennant/Chris Lowe | 05:03 |

Édition limitée - CD bonus
| No  | Titre                                           | Auteur                                         | Durée |
| --- | ----------------------------------------------- | ---------------------------------------------- | ----- |
| 1.  | Leaving (Instrumental)                          | Neil Tennant/Chris Lowe                        | 03:50 |
| 2.  | Invisible (Instrumental)                        | Neil Tennant/Chris Lowe                        | 05:05 |
| 3.  | Winner (Instrumental)                           | Neil Tennant/Chris Lowe                        | 03:50 |
| 4.  | Your Early Stuff (Instrumental)                 | Neil Tennant/Chris Lowe                        | 02:33 |
| 5.  | A Face Like That (Instrumental)                 | Neil Tennant/Chris Lowe                        | 05:07 |
| 6.  | Breathing Space (Instrumental)                  | Neil Tennant/Chris Lowe                        | 05:11 |
| 7.  | Ego Music (Instrumental)                        | Neil Tennant/Chris Lowe                        | 03:06 |
| 8.  | Hold On (Instrumental)                          | George Frideric Handel/Neil Tennant/Chris Lowe | 03:20 |
| 9.  | Give It A Go (Instrumental)                     | Neil Tennant/Chris Lowe                        | 03:53 |
| 10. | Memory of the Future (Instrumental)             | Neil Tennant/Chris Lowe                        | 04:32 |
| 11. | Everything Means Something (Instrumental)       | Neil Tennant/Chris Lowe                        | 04:51 |
| 12. | Requiem In Denim And Leopardskin (Instrumental) | Neil Tennant/Chris Lowe                        | 05:49 |

Titre bonus de l'édition limitée japonaise
| No  | Titre                                    | Auteur                  | Durée |
| --- | ---------------------------------------- | ----------------------- | ----- |
| 13. | The Way Through the Woods (Instrumental) | Neil Tennant/Chris Lowe | 02:16 |